# Équipe d'Uruguay de football à la Copa América 1955
L'équipe d'Uruguay de football à la Copa América 1955 participe à sa 22e Copa América lors de cette édition 1955 qui se tient à Santiago au Chili du 27 février au 30 mars 1955

## Résultats

### Classement final
Les six équipes participantes sont réunies au sein d'une poule unique où chaque formation rencontre une fois ses adversaires. À l'issue des rencontres, l'équipe classée première remporte la compétition.
|   | Équipe    | Pts | J | G | N | P | BP | BC | Diff |
| - | --------- | --- | - | - | - | - | -- | -- | ---- |
| 1 | Argentine | 9   | 5 | 4 | 1 | 0 | 18 | 6  | +12  |
| 2 | Chili     | 7   | 5 | 3 | 1 | 1 | 19 | 8  | +11  |
| 3 | Pérou     | 6   | 5 | 2 | 2 | 1 | 13 | 11 | +2   |
| 4 | Uruguay   | 5   | 5 | 2 | 1 | 2 | 12 | 12 | 0    |
| 5 | Paraguay  | 3   | 5 | 1 | 1 | 3 | 7  | 14 | -7   |
| 6 | Équateur  | 0   | 5 | 0 | 0 | 5 | 4  | 22 | -18  |

| 9 mars  | Uruguay   | 3 | 1 | Paraguay |
| 13 mars | Chili     | 2 | 2 | Uruguay  |
| 23 mars | Uruguay   | 5 | 1 | Équateur |
| 27 mars | Argentine | 6 | 1 | Uruguay  |
| 30 mars | Pérou     | 2 | 1 | Uruguay  |

### Matchs
| 9 mars 1955 | Uruguay                                    | 3 – 1 | Paraguay  | Estadio Nacional (Santiago)                        |                                                    |
| | Borges 2e · Abbadie 5e · Míguez 86e (pen.) | (2 - 1) | Rolón 23e | Spectateurs : 48 000 Arbitrage : Juan Regis Brozzi | Spectateurs : 48 000 Arbitrage : Juan Regis Brozzi |
| Máspoli - Martínez, Tejera - Rodríguez Andrade, Carballo ( 81e Carranza), Rey - Borges, Pérez, Míguez, Abbadie, Galván | Équipes                                    | Vargas - Segovia ( Poisson), Villalba - Maciel, Arce, Echagüe - C. González, Martínez ( Quiñónez), Parodi, Rolón, Cañete |           | Spectateurs : 48 000 Arbitrage : Juan Regis Brozzi | Spectateurs : 48 000 Arbitrage : Juan Regis Brozzi |

| 13 mars 1955 | Chili                      | 2 – 2 | Uruguay         | Estadio Nacional (Santiago)                        |                                                    |
| | Muñoz 30e · Hormazábal 72e | (1 - 2) | Galván 24e, 41e | Spectateurs : 50 000 Arbitrage : Juan Regis Brozzi | Spectateurs : 50 000 Arbitrage : Juan Regis Brozzi |
| Escuti - Almeida, Álvarez - Cortés, E. Robledo, Carrasco - Hormazábal, Ramírez Banda, J. Robledo, Muñoz ( Meléndez), Díaz Zambrano | Équipes                    | Máspoli - Martínez, Tejera - Rodríguez Andrade, Carballo ( 61e Carranza), Rey - Borges, Pérez, Míguez ( 61e Demarco), Abbadie, Galván |                 | Spectateurs : 50 000 Arbitrage : Juan Regis Brozzi | Spectateurs : 50 000 Arbitrage : Juan Regis Brozzi |

| 23 mars 1955 | Uruguay                                               | 5 – 1 | Équateur          | Estadio Nacional (Santiago)                       |                                                   |
| | Galván 4e · Míguez 12e · Abbadie 26e, 80e · Pérez 54e | (3 - 1) | Matute 36e (pen.) | Spectateurs : 25 000 Arbitrage : Roberto González | Spectateurs : 25 000 Arbitrage : Roberto González |
| Taibo - Martínez, Tejera ( 46e Leopardi) - Rodríguez Andrade, Carranza, Rey - Borges, Pérez, Míguez ( 85e Morel), Abbadie ( 80e Abreo), Galván | Équipes                                               | Bonnard ( Mejía) - Sánchez, Solís - Gonzabay, Izaguirre ( Gando), Villacreses ( Gómez) - Balseca, Cañarte, Matute, Triviño, Saeteros |                   | Spectateurs : 25 000 Arbitrage : Roberto González | Spectateurs : 25 000 Arbitrage : Roberto González |

| 27 mars 1955 | Argentine                                              | 6 – 1 | Uruguay    | Estadio Nacional (Santiago)                    |                                                |
| | Micheli 37e, 61e · Labruna 39e, 71e, 87e · Borello 76e | (2 - 1) | Míguez 32e | Spectateurs : 35 000 Arbitrage : Carlos Robles | Spectateurs : 35 000 Arbitrage : Carlos Robles |
| Musimessi - Dellacha, Vairo - Lombardo, Balay, Gutiérrez - Micheli ( 79e Vernazza), Cecconatto, Borello, Labruna ( 79e Conde ( 80e)), Cucchiaroni | Équipes                                                | Taibo - M. González ( 80e), Leopardi ( 82e Tejera) - Rodríguez Andrade, Carranza ( 65e Carballo), Rey - Borges, Pérez ( 62e Demarco), Míguez, Abbadie, Galván |            | Spectateurs : 35 000 Arbitrage : Carlos Robles | Spectateurs : 35 000 Arbitrage : Carlos Robles |

| 30 mars 1955 | Pérou                               | 2 – 1 | Uruguay   | Estadio Nacional (Santiago)                    |                                                |
| | R. Castillo 11e · Gómez Sánchez 68e | (1 - 0) | Morel 72e | Spectateurs : 65 000 Arbitrage : Carlos Robles | Spectateurs : 65 000 Arbitrage : Carlos Robles |
| Suárez - Delgado, Salas - Bedoya, Colunga, Heredia - F. Castillo ( Navarrete), Mosquera, R. Castillo ( Loret de Mola), Barbadillo, Gómez Sánchez | Équipes                             | Máspoli - W. González, Tejera - Carballo, Carranza, Rey - Borges, Demarco, Míguez ( 70e Morel), Abbadie ( 78e Abreo), Galván ( 46e Escalada) |           | Spectateurs : 65 000 Arbitrage : Carlos Robles | Spectateurs : 65 000 Arbitrage : Carlos Robles |

## Navigation